# Hooge Huys
Het Hooge Huys in het centrum van de Noord-Hollandse stad Alkmaar is een voormalig kantoorpand van de verzekeringsmaatschappij ’t Hooge Huys, nu VIVAT. Het pand is ontworpen door Alexander Kropholler in de stijl van het traditionalisme. Kropholler tekende eveneens voor het ontwerp van het naastgelegen voormalig Politiebureau aan het Kerkplein 9. Bij het ontwerpen gebruikte Kropholler zowel middeleeuwse stijlkenmerken als de stijl van Berlage. Het gebouw maakt tezamen met de Princenhof, de conciërgewoning en Hof van Teylingen onderdeel uit van een complex. Het is de bedoeling geweest om het naastgelegen voormalige politiebureau ook onderdeel uit te laten maken van dit complex.

## Geschiedenis
Het Hooge Huys is naar een pand dat eeuwen eerder op deze plek stond vernoemd. Dat was een stadskasteel genaamd Het Princenhof en had als bijnaam Hooge Huys, omdat het complex een hoge bakstenen toren had. Dit huis werd in 1753 gesloopt.
De N.V. Noord-Hollandsche Levensverzekerings Maatschappij was in 1891 opgericht door Jan Hofstee (bijgenaamd Jan Pijp omdat hij eerder een pijpenwinkeltje had gehad). Zijn zoon en opvolger Henk Hofstee breidde het verzekeringsbedrijf uit en gaf Kropholler opdracht om een nieuw kantoor in historiserende stijl te bouwen op de plek van het oude Hooge Huys. Het pand werd in 1931 betrokken. Afbeeldingen ervan stonden vaak op reclameuitingen en zelfs als embleem op polissen; dit moest soliditeit uitstralen. Later (1970) kreeg ook het bedrijf de naam Hooge Huis (voluit Hooge Huys Levensverzekeringen van 1891 N.V.).
In 1936 werd het naastgelegen politiebureau gebouwd, het is de bedoeling geweest dat er een poortgebouw zou komen dat het politiebureau met het kantoorgebouw zou verbinden. Dit poortgebouw is nooit gerealiseerd. Het gebouw Princenhof is in 1961 met een verdieping verhoogd, dit gebeurde tegelijkertijd met de bouw van het gebouw Hof van Teylingen.
In 1990 verliet de verzekeringsmaatschappij het pand, er kwam een nieuw hoofdkantoor net ten noordwesten van de binnenstad, aan de andere zijde van het station. Het bedrijf was sinds 1984 niet zelfstandig meer. Eind 1995 verkocht eigenaar Bouwfonds het aan de Reaal Groep. In 2004 kreeg het Hooge Huys ook de naam Reaal Verzekeringen; in 2014 werd dit VIVAT.
Voor behoud van de gebouwen uit de jaren dertig richtte de familie Hofstee-Buur de stichting ’t Hooge Huys op.
Eind 2013 nam de Vereniging Hendrick de Keyser het pand over.

## Beschrijving van het Hooge Huys

### Exterieur
Het pand is opgetrokken uit rode kloostermoppen. In de zes trappen tellende trapgevel aan de Langestraat is een medaillon aangebracht. Op dit medaillon staat een pelikaan die haar jongen voedt met haar eigen bloed: als symbool voor naastenliefde. De trappen worden afgedekt door gemetselde ezelsruggen, de hoogste trap wordt gevormd door een pilaster staande op een eenvoudige console van natuursteen. In de pilaster is ook een smeedijzeren gevelanker aangebracht. Aan de rechterzijde van deze gevel is een kleine ingang geplaatst. Daarboven een zogenaamde mastgoot op consoles, alles van natuursteen. Het dak hierboven staat loodrecht op het hoofddak.
Aan de gevel aan de Sint Laurensstraat is een gedenksteen in de vorm van twee vissen geplaatst. De terracottasteen is daar geplaatst ter herinnering aan Jacob Cabeliau, hij is in het vorige Hooge Huys gestorven.
De plinten, waterdorpels, lateien, sierblokken en aanzetstenen van de vensters zijn allemaal uitgevoerd in natuursteen.
Op de hoek Sint Laurensstraat en Langestraat is de hoek opengewerkt, in de hoek is de entree geplaatst. De entree wordt gevormd door twee rondbogen. De kolom waar de rondbogen samen komen staat op een natuurstenen console. In het portaal gaat een trap naar de bel-etage waar een getoogde dubbele koperen deur de ingang afsluit. Aan de andere kant van het pand, aan de zijde van de Langestraat, was vroeger ook een ingangspartij, hier bevindt zich nog altijd een opening in de gevel.
In de zijgevel, de gevel aan de Sint Laurensstraat, zijn in de plint kelderramen met diefijzers geplaatst. Ook op deze gevel een mastgoot op consoles. In het midden van deze gevel staat boven de dakgoot een dakkapel met een puntgevel en een zadeldak.

### Glas in lood
De bovenlichten van de vensters aan de Langestraat hebben glas in lood met figuratieve voorstellingen. In de Sint Laurensstraat zijn de vensters volledig van glas in lood.

### Interieur
Van het interieur is ook het meubilair bewaard gebleven. In de hal op de bel-etage ligt comblanchien, een steensoort die lijkt op marmer, afkomstig uit de Franse gemeente Comblanchien. De muren zijn van gele baksteen met tegeltableaus. In de tegeltableaus voorstellingen van de wapens van Alkmaar en Noord-Holland. Andere voorstellingen in het pand zijn aangebracht op tegeltableaus in de lambriseringen in onder andere de directeurskamer, hier zijn dierenriemtekens aangebracht. Vrijwel alle deuren in het pand zijn nog de oorspronkelijke deuren.

### Conciërgewoning
In de Sint Laurensstraat staat aan de achtergevel van het Hooge Huys de conciërgewoning. Voor de conciërgewoning is een binnenplaats geplaatst waardoor de woning zich achter de rooilijn bevindt. Dit voorplein is afgesloten door een gemetseld muur met daarin een houten hekwerk. De muren worden afgesloten door twee consoles met op elke console een leeuw. De twee leeuwen houden elk een wapenschild vast. Te weten de wapens van Holland en Brederode.
De woning telt twee bouwlagen onder een zadeldak, het dak is gedekt met leien. De zuidelijke kant is tegen het Hooge Huys gebouwd, de noordzijde is vrij en is afgesloten door een trapgevel. Op straatniveau zijn drie deuren geplaatst: links een enkele rondboogdeur, in het midden een dubbele rondboogdeur en geheel rechts een rechte deur die naar de bovenwoning leidt. De ruiten op de eerste verdieping zijn allen vierruits met de twee linker vensters tweeruits bovenlichten, het rechter venster heeft geen bovenlicht. De ruiten op de tweede verdieping zijn allen zesruits, behalve het venster aan de rechterkant, dat is tweeruits.

## Monumentstatus
Het complex waartoe het Hooge Huys behoort is op 25 januari 2002 aangewezen als rijksmonument en op 10 mei 2002 is het daadwerkelijk in het rijksmonumentregister ingeschreven. Naast het Hooge Huys behoren het Princenhof en de conciërgewoning uit 1933 en de Hof van Teylingen uit 1961 ook tot het complex. De Princenhof, met conciërgewoning, is eveneens aangemerkt als rijksmonument. De Hof van Teylingen is te jong om als rijksmonument beschermd te worden en valt daar dus buiten. De monumentstatus is toegewezen omdat de panden representatief zijn voor het oeuvre van Kropholler en de panden zijn beeldbepalend voor het centrum van Alkmaar.
In 2014 was het Hooge Huys voor het eerst toegankelijk op de jaarlijkse Open Monumentendag. Het was toen het best bezochte monument van Alkmaar.